# Okanagan—Kootenay
Pour les articles homonymes, voir Okanagan (homonymie) et Kootenay (homonymie).
Okanagan—Kootenay est une ancienne circonscription électorale fédérale de la Colombie-Britannique, représentée de 1968 à 1979.
La circonscription de Okanagan—Kootenay est créée en 1966 avec des parties de Kamloops, Kootenay-Est et Okanagan—Revelstoke. Abolie en 1976, elle est redistribuée parmi Kamloops—Shuswap, Kootenay-Est et Okanagan-Nord

## Députés
1. 1968-1974 — William Douglas Stewart, PLC
2. 1974-1979 — Howard Earl Johnston, PC

- PC = Parti progressiste-conservateur
- PLC = Parti libéral du Canada